# Крукед-Крик (приток Овайхи)
Крукед-Крик (англ. Crooked Creek) — 82-километровый приток реки Овайхи в американском штате Орегон.

## География
Истоки реки Крукед-Крик расположены на высоте 1195 метров в районе Крукед-Крик-Спринг, а её устье находится на высоте 1019 метров неподалёку от Рома. Площадь водосборного бассейна реки Крукед-Крик равна 3500 квадратных километров.